# Caecorhamdella brasiliensis
Caecorhamdella brasiliensis é uma espécie de peixe da família Pimelodidae.
É endémica do Brasil.